# Мексиканский мухоед
Мексиканский мухоед (лат. Xenotriccus mexicanus) — птица из семейства тиранновых.

## Описание
Мексиканский мухоед достигает длины примерно от 13,5 до 14,5 см. Верхняя часть клюва чёрная, в то время как нижняя часть розово-оранжевая. Ноги тёмно-серые. Окраска оперения головы и верхней части тела варьирует от буро- до серо-оливкового цвета. На голове имеется хохол. Окологлазное кольцо, а также область между клювом и глазом белёсые. Крылья и хвост тёмные. Горло белое.

## Распространение
Мексиканский мухоед распространён в Мексике от штатов Мичоакан и Морелос до Oaxaкa. Летом его можно обнаружить около Монте-Альбан. Зимой он мигрирует в более тёплые равнины в долине реки Бальсас. Этот вид обитает в сухом и густом горном кустарнике на высоте от 900 до 2 000 м над уровнем моря, особенно часто в кустах растений рода Prosopis. Птица предпочитает тернистые леса.

## Образ жизни
Птица перемещается по нижним веткам кустарников и вспугивает насекомых, которых затем ловит на лету. Она строит гнездо в нижнем ярусе тернистой чащи, используя для его строительства траву и другие растительные волокна, которые она связывает с помощью паутины в форме чаши. В кладке от 2-х до 3-х яиц. Яйца светло-коричневые с крапинами красно-коричневого или серого цвета.